# Adosterolo
L'adosterolo è uno sterolo contenente iodio. L'atomo di iodio può essere sostituito con l'isotopo radioattivo iodio-131 ottenendo un tracciante da usare in esami di medicina nucleare come la scintigrafia, in particolare per la ricerca di patologie della corteccia surrenale.